# Grande Ottagono
Il Grande Ottagono è stato un edificio di Catania realizzato in occasione dell'Esposizione Agricola Siciliana del 1907, in uno stile architettonico tipico dell'eclettismo-liberty catanese, ma anche gotico-orientaleggiante e neo-moresco. 
L’edificio si trovava in piazza d'Armi (l'odierna piazza Giovanni Verga) ed era stato progettato dall'ingegnere Luciano Franco (1868-1943). Demolito nel 1911, possedeva otto pilastri e otto guglie e la cupola arrivava a trenta metri di altezza.